# Zurich Classic of New Orleans
Zurich Classic of New Orleans är en professionell golftävling på den amerikanska PGA Touren. Tävlingen spelades första gången 1938 under namnet Crescent City Open, och har spelats årligen sedan 1958.
Tävlingen har alltid spelats i New Orleans och den arrangerades på City Park Golf Club mellan åren 1938-46, 1948, 1958-62, för att sedan byta spelplats 1963 till Lakewood Country Club, där tävlingen spelades på till 1988. Därefter var English Turn Golf & Country Club värd åt tävlingen mellan 1989 och 2004 och 2006, sedan 2005 (med undantag för 2006 då banan skadades under stormen Katrina) har TPC Louisiana varit spelplats för tävlingen.
Tävlingen spelas nu under våren och har sedan 2005 Zurich Insurance Group som sponsor. Innan dess har Compaq Computer Corporation (1999-2004), Freeport-McMoRan (1991-1998), USF&G Insurance (1980-1990) och First National Bank of Commerce (1975-1979) varit titelsponsorer åt tävlingen.

## Ändringar från 2017
Från att ha spelats som en individuell slagtävling sedan tävlingen inrättades, ändrades formatet till en lagtävling i och med 2017. Det är 80 tvåmanna lag som deltar och tävlingen spelas över två tävlingsrundor foursome och två tävlingsrundor bästboll. Det är kvalgräns efter 36 hål där de 35 bästa lagen och delningar får spela vidare över helgen.
Upplägget är följande:
- Dag 1: Foursome
- Dag 2: Bästboll
- Dag 3: Foursome
- Dag 4: Bästboll

Zurich Classic är i och med att tillämpa detta spelformat den första officiella PGA Tourtävlingen att göra så sedan 1981.

## Vinnare
| År                                    | Spelare                       | Resultat                      | Mot par                       | Segermarginal                 | Runner(s)-up                                          |
| Zurich Classic of New Orleans         | Zurich Classic of New Orleans | Zurich Classic of New Orleans | Zurich Classic of New Orleans | Zurich Classic of New Orleans | Zurich Classic of New Orleans                         |
| ------------------------------------- | ----------------------------- | ----------------------------- | ----------------------------- | ----------------------------- | ----------------------------------------------------- |
| 2017                                  | Jonas Blixt & Cameron Smith   | 261                           | −27                           | Särspel                       | Scott Brown & Kevin Kisner                            |
| 2016                                  | Brian Stuard                  | 201^                          | −15                           | Särspel                       | An Byeong-hun, Jamie Lovemark                         |
| 2015                                  | Justin Rose                   | 266                           | −22                           | 1 slag                        | Cameron Tringale                                      |
| 2014                                  | Noh Seung-yul                 | 269                           | −19                           | 2 slag                        | Robert Streb, Andrew Svoboda                          |
| 2013                                  | Billy Horschel                | 268                           | −20                           | 1 slag                        | D. A. Points                                          |
| 2012                                  | Jason Dufner                  | 269                           | −19                           | Särspel                       | Ernie Els                                             |
| 2011                                  | Bubba Watson                  | 273                           | −15                           | Särspel                       | Webb Simpson                                          |
| 2010                                  | Jason Bohn                    | 270                           | −18                           | 2 slag                        | Jeff Overton                                          |
| 2009                                  | Jerry Kelly                   | 274                           | −14                           | 1 slag                        | Charles Howell III, Rory Sabbatini, Charlie Wi        |
| 2008                                  | Andrés Romero                 | 275                           | −13                           | 1 slag                        | Peter Lonard                                          |
| 2007                                  | Nick Watney                   | 273                           | −15                           | 3 slag                        | Ken Duke                                              |
| 2006                                  | Chris Couch                   | 269                           | −19                           | 1 slag                        | Fred Funk, Charles Howell III                         |
| 2005                                  | Tim Petrovic                  | 275                           | −13                           | Särspel                       | James Driscoll                                        |
| HP Classic of New Orleans             |                               |                               |                               |                               |                                                       |
| 2004                                  | Vijay Singh                   | 266                           | −22                           | 1 slag                        | Phil Mickelson, Joe Ogilvie                           |
| 2003                                  | Steve Flesch                  | 267                           | −21                           | Särspel                       | Bob Estes                                             |
| Compaq Classic of New Orleans         |                               |                               |                               |                               |                                                       |
| 2002                                  | K. J. Choi                    | 271                           | −17                           | 4 slag                        | Dudley Hart, Geoff Ogilvy                             |
| 2001                                  | David Toms                    | 266                           | −22                           | 2 slag                        | Phil Mickelson                                        |
| 2000                                  | Carlos Franco (2)             | 270                           | −18                           | Särspel                       | Blaine McCallister                                    |
| 1999                                  | Carlos Franco                 | 269                           | −19                           | 2 slag                        | Steve Flesch, Harrison Frazar                         |
| Freeport-McDermott Classic            |                               |                               |                               |                               |                                                       |
| 1998                                  | Lee Westwood                  | 273                           | −15                           | 3 slag                        | Steve Flesch                                          |
| 1997                                  | Brad Faxon                    | 272                           | −16                           | 3 slag                        | Bill Glasson, Jesper Parnevik                         |
| 1996                                  | Scott McCarron                | 275                           | −13                           | 5 slag                        | Tom Watson                                            |
| Freeport-McMoRan Classic              |                               |                               |                               |                               |                                                       |
| 1995                                  | Davis Love III                | 274                           | −14                           | Särspel                       | Mike Heinen                                           |
| 1994                                  | Ben Crenshaw (2)              | 273                           | −15                           | 3 slag                        | José María Olazábal                                   |
| Freeport-McMoRan Golf Classic         |                               |                               |                               |                               |                                                       |
| 1993                                  | Mike Standly                  | 281                           | −7                            | 1 slag                        | Russ Cochran, Payne Stewart                           |
| 1992                                  | Chip Beck (2)                 | 276                           | −12                           | 1 slag                        | Greg Norman, Mike Standly                             |
| USF&G Classic                         |                               |                               |                               |                               |                                                       |
| 1991                                  | Ian Woosnam                   | 275                           | −13                           | Särspel                       | Jim Hallet                                            |
| 1990                                  | David Frost                   | 276                           | −12                           | 1 slag                        | Greg Norman                                           |
| 1989                                  | Tim Simpson                   | 274                           | −14                           | 2 slag                        | Greg Norman, Hal Sutton                               |
| 1988                                  | Chip Beck                     | 262                           | −26                           | 7 slag                        | Lanny Wadkins                                         |
| 1987                                  | Ben Crenshaw                  | 268                           | −20                           | 3 slag                        | Curtis Strange                                        |
| 1986                                  | Calvin Peete                  | 269                           | −19                           | 5 slag                        | Pat McGowan                                           |
| 1985                                  | Seve Ballesteros              | 205^                          | −11                           | 2 slag                        | Peter Jacobsen, John Mahaffey                         |
| 1984                                  | Bob Eastwood                  | 272                           | −16                           | 3 slag                        | Larry Rinker                                          |
| 1983                                  | Bill Rogers                   | 274                           | −14                           | 3 slag                        | David Edwards, Jay Haas Vance Heafner                 |
| 1982                                  | Scott Hoch                    | 206^                          | −10                           | 2 slag                        | Bob Shearer, Tom Watson                               |
| USF&G New Orleans Open                |                               |                               |                               |                               |                                                       |
| 1981                                  | Tom Watson (2)                | 270                           | −18                           | 2 slag                        | Bruce Fleisher                                        |
| Greater New Orleans Open              |                               |                               |                               |                               |                                                       |
| 1980                                  | Tom Watson                    | 273                           | −15                           | 2 slag                        | Lee Trevino                                           |
| First NBC New Orleans Open            |                               |                               |                               |                               |                                                       |
| 1979                                  | Hubert Green                  | 273                           | −15                           | 1 slag                        | Frank Conner, Bruce Lietzke Steve Melnyk, Lee Trevino |
| 1978                                  | Lon Hinkle                    | 271                           | −17                           | 1 slag                        | Gibby Gilbert, Fuzzy Zoeller                          |
| 1977                                  | Jim Simons                    | 273                           | −15                           | 3 slag                        | Stan Lee                                              |
| 1976                                  | Larry Ziegler                 | 274                           | −14                           | 1 slag                        | Victor Regalado                                       |
| 1975                                  | Billy Casper (2)              | 271                           | −17                           | 2 slag                        | Peter Oosterhuis                                      |
| Greater New Orleans Open              |                               |                               |                               |                               |                                                       |
| 1974                                  | Lee Trevino                   | 267                           | −21                           | 8 slag                        | Bobby Cole, Ben Crenshaw                              |
| 1973                                  | Jack Nicklaus                 | 280                           | −8                            | Särspel                       | Miller Barber                                         |
| 1972                                  | Gary Player                   | 279                           | −9                            | 1 slag                        | Dave Eichelberger, Jack Nicklaus                      |
| Greater New Orleans Open Invitational |                               |                               |                               |                               |                                                       |
| 1971                                  | Frank Beard (2)               | 276                           | −12                           | 1 slag                        | Hubert Green                                          |
| 1970                                  | Miller Barber                 | 278                           | −10                           | Särspel                       | Bob Charles, Howie Johnson                            |
| 1969                                  | Larry Hinson                  | 275                           | −13                           | Särspel                       | Frank Beard                                           |
| 1968                                  | George Archer                 | 271                           | −17                           | 2 slag                        | Bert Yancey                                           |
| 1967                                  | George Knudson                | 277                           | −11                           | 1 slag                        | Jack Nicklaus                                         |
| 1966                                  | Frank Beard                   | 276                           | −12                           | 2 slag                        | Gardner Dickinson                                     |
| 1965                                  | Dick Mayer                    | 273                           | −15                           | 1 slag                        | Bruce Devlin, Billy Martindale                        |
| 1964                                  | Mason Rudolph                 | 283                           | −5                            | 1 slag                        | Jack Nicklaus, Chi-Chi Rodríguez Glenn Stuart         |
| 1963                                  | Bo Wininger (2)               | 279                           | −9                            | 3 slag                        | Tony Lema, Bob Rosburg                                |
| 1962                                  | Bo Wininger                   | 281                           | −7                            | 2 slag                        | Bob Rosburg                                           |
| 1961                                  | Doug Sanders                  | 272                           | −16                           | 5 slag                        | Gay Brewer, Mac Main                                  |
| 1960                                  | Dow Finsterwald               | 270                           | −18                           | 6 slag                        | Al Besselink                                          |
| 1959                                  | Bill Collins                  | 280                           | −8                            | 3 slag                        | Jack Burke, Jr., Tom Nieporte                         |
| 1958                                  | Billy Casper                  | 278                           | −10                           | Särspel                       | Ken Venturi                                           |
| 1949-57: Ingen tävling                |                               |                               |                               |                               |                                                       |
| New Orleans Open                      |                               |                               |                               |                               |                                                       |
| 1948                                  | Bob Hamilton                  | 280                           | −4                            | 1 slag                        | Roberto De Vicenzo, Fred Haas Lawson Little           |
| 1947: Ingen tävling                   |                               |                               |                               |                               |                                                       |
| 1946                                  | Byron Nelson (2)              | 277                           | −11                           | 5 slag                        | Ben Hogan                                             |
| 1945                                  | Byron Nelson                  | 284                           | −4                            | Särspel                       | Jug McSpaden                                          |
| 1944                                  | Sammy Byrd                    | 285                           | −3                            | 5 slag                        | Byron Nelson                                          |
| 1943: Ingen tävling                   |                               |                               |                               |                               |                                                       |
| 1942                                  | Lloyd Mangrum                 | 281                           | −7                            | 1 slag                        | Lawson Little, Sam Snead                              |
| 1941                                  | Henry Picard (2)              | 276                           | −12                           | 2 slag                        | Ben Hogan                                             |
| 1940                                  | Jimmy Demaret                 | 286                           | −2                            | 1 slag                        | Ralph Guldahl, Jug McSpaden Sam Snead                 |
| 1939                                  | Henry Picard                  | 284                           | −4                            | 5 slag                        | Dick Metz                                             |
| Crescent City Open                    |                               |                               |                               |                               |                                                       |
| 1938                                  | Harry Cooper                  | 285                           | −3                            | 4 slag                        | Jug McSpaden                                          |

Källa:
^ Spelades över 54 hål.